# Česko-kyperské vztahy
Česko-kyperské vztahy jsou zahraniční vztahy mezi Českem a Kyprem. Česko má velvyslanectví v Nikósii a honorární konzulát v Lemesosu. Kypr má velvyslanectví v Praze. Obě země jsou řádnými členy Evropské unie a Rady Evropy a obě země vstoupily do Evropské unie v roce 2004.

## Dějiny
Předseda Sněmovny reprezentantů Kypru Dimitris Christofias navštívil v roce 2007 Česko.

## Evropská unie
Obě země se staly členy Evropské unie v roce 2004.

## Diplomacie
| Kyperská republika - Praha (velvyslanectví) | Česká republika - Nikósie (velvyslanectví) - Lemesos (honorární konzulát) |